# Museu de Ceràmica de l'Alcora
El Museu de Ceràmica de l'Alcora (l'Alcalatén, País Valencià) és un museu ubicat en el clos antic de la localitat, en una casa pairal del carrer Teixidors, al barri de la Sang. Va ser erigida en 1907, essent el seu primer propietari D. Juan Gil del Castillo. En 1929 passa a la família Nomdedéu, en mans dels quals romandrà fins que en 1988 l'adquireix l'Ajuntament de l'Alcora amb el propòsit de destinar-la museu de ceràmica.

## Edifici
El Museu de Ceràmica de l'Alcora consta de 2 cossos intercomunicats, amb 2 altures destinades de manera exclusiva a l'exposició permanent de les seues col·leccions. El mòdul fundacional fou bastit en 1907; pertanyia a una família de terratinents i posseeix pati central al voltant del qual s'articulen els distints espais. Posseeix un conjunt de taulelleria del primer terç del segle XX disposada en distintes dependències (entrada, escala, pati, galeria...), amb policromia i motius historicistes i neoàrabs.
Aquest edifici albergà el Museu entre 1994 i 2007. En juliol d'aquest últim any s'iniciaren les obres d'ampliació i remodelació, afegint un nou cos, seguint el projecte dels arquitectes Rafael Culla i Ignacio Carbó. Amb aquesta ampliació, es destinen un total de 650 metres quadrats a l'exposició permanent de les col·leccions de terrissa popular, ceràmica artística contemporània i l'excepcional pisa elaborada des de 1727 a la Reial Fàbrica del Comte d'Aranda.
A banda, el Museu disposa de sales d'exposició temporal, taller ceràmic, sala d'actes, biblioteca-sala de consulta, i alberga també el punt local d'informació turística.

## Exposicions[calcitació]

### Ceràmica de l'Alcora

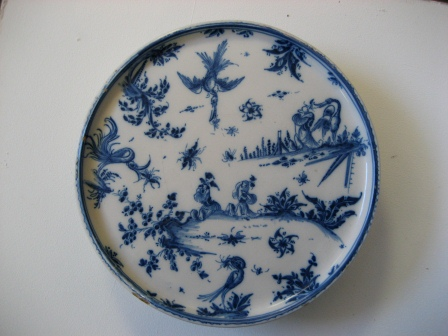
sotacopa amb decoració de Xineries

#### Xineries i Berain
En els primers anys de funcionament, la Reial Fàbrica del Comte d'Aranda elaborà peces seguint els models del Sud de França (Moustiers i Marsella fonamentalment), d'on provenen els primers directors artístics. Formes i decoracions s'ajusten així als gustos de l'aristocràcia i la burgesia europees, principal mercat al qual anava adreçada la producció de l'Alcora. Estils com Berain (amb randes, arabescs, busts, esfinxs..., generalment en clarobscur blau, però també amb suaus tocs de policromia) o les Xineries (amb prolífica vegetació i figures orientals o grotesques) mostren l'exquisida delicadesa i perfecció que els pintors de la Reial Fàbrica assoliren ja des del principi. Mostrem en aquesta mateixa pàgina dues excepcionals obres de la col·lecció del nostre Museu: la tapadora d'un aiguamans amb decoració Berain, signada per Francisco Grangel, i una plata circular amb decoració xinesca de reflex metàl·lic, tècnica decorativa poc emprada a l'Alcora, que dona una lluentor de color coure de gran bellesa.

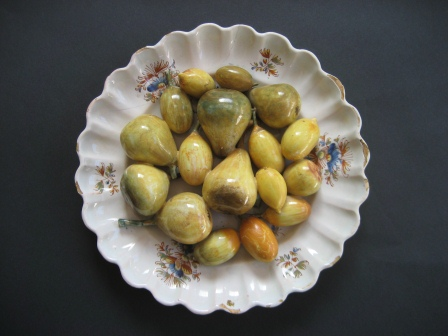
Plat d'engany

#### Plaques ornamentals
Si hi ha un apartat de la producció que defineix l'excel·lent qualitat artística de la Reial Fàbrica, aquest és sense dubte el de les plaques ornamentals. De diferents formes i formats (ovalades, rectangulars, aixamfranades, lobulades...; envoltades de rocalles, mascarons o peinetes, o sense cap tipus d'ornamentació externa), les làmines (com s'anomenen també en la documentació de l'època) són veritables joies pictòriques sobre ceràmica, a l'alçada dels llenços o les taules de temàtica religiosa coetanis.
Al Museu, a banda d'algunes petites plaques ornamentals, hi ha les úniques 4 estacions del Via Crucis original del Calvari de l'Alcora que es conserven en l'actualitat, datat cap a 1775 i propietat de la Parròquia de l'Assumpció. Dibuixos basats en els gravats de F. Dubercelle realitzats en París durant la primera meitat del segle xviii, als quals els pintors de la Reial Fàbrica afegeixen una apropiada policromia i el toc personal de la pinzellada mestra.

#### Fauna-engany

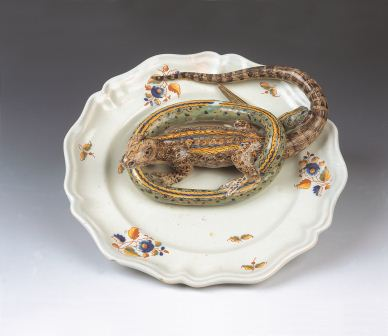
Plat d'engany

Els anomenats plats d'engany o de “chasco” són peces decoratives destinades a produir la sorpresa i la il·lusió òptica, estratègicament col·locats als aparadors o les taules i resseguint la moda francesa del trompe d'oeil. Sobre el plat es reprodueixen amb gran precisió fruits, hortalisses, altres aliments i animals en tres dimensions, donant una sensació de realisme prodigiós. Hom atribueix a Julián López (un dels millors escultors de la història de la Reial Fàbrica) la creació de bona part dels models dels plats d'engany.
Emparentada en certa manera amb els plats d'engany està la sèrie de l'anomenada “fauna de l'Alcora”: tot un seguit de petites figures d'animals amb els més diversos usos. Així, trobem soperes, salseres, petjapapers, mancerines, joiers, setrilleres... que adquireixen forma de gos, granota, llargandaix, pollastre i gallina, cigne, colom, moltó, perdiu, etc. És especialment significatiu el cas de les salseres en forma de perdiu, que gaudiren d'una gran popularitat elaborant-se fins a principis del segle XX i convertint-se en una de les peces més significatives de la producció de la Reial Fàbrica.

#### La rocalla i els estils coetani
Després de les primeres dècades de funcionament de la Reial Fàbrica, molt centrades en els estils decoratius d'influència francesa, a partir de 1750-1755 es va produint una major diversificació ornamental i la creació d'estils propis, en part degut a l'accés als càrrecs de responsabilitat artística del personal format en l'Acadèmia d'Aprenents.
Els llistats de producció d'aquests anys així ho demostren. Apareixen nombrosos dissenys de decoracions florals (unes més naturalistes, altres estilitzades), composicions amb motius disposats per la superfície de les peces de manera harmònica com ara busts femenins (madamita), vaixells (navíos), arbres fruiters amb una font brollant al seu costat (chaparro), gossos, gàbies, trofeus militars i instruments musicals (fanfarre), etc.
També és aquesta l'època de la proliferació de les rocalles, símbol per excel·lència del Rococó: motius asimètrics generalment pintats en clarobscur groc, que de vegades acompanyen als elements citats abans, però que sobretot van associats a arquitectures més o menys complexes amb torres, ponts, banderes, motius aquàtics i, de vegades, un sol radiant amb trets facials humans.
És l'estil anomenat popularment “Álvaro” (per un dels seus principals impulsors, Vicente Álvaro Ferrando) i citat a la documentació de la Reial Fàbrica com Andrómica fina, con adornos de talla [rocalla] con sus casalicios y surtimientos de fuentes con algunas flores y árboles.

#### Sèries populars
L'esquematització de la decoració floral donarà lloc a una de les sèries més prolífiques de l'Alcora, també molt imitada a altres centres com Onda, Ribesalbes, Manises, etc., anomenada “Ramet” i caracteritzada per una petita flor policroma que generalment combina els colors blau, groc i ocre. En les peces més senzilles, aquesta floreta apareix aïllada, però també és habitual que es complemente amb fulles d'un sol traç, amb rams més complexos formats per fulles bicromes o amb petits fruits molt senzills que s'assemblen a pomes o peres.
El Ramet també donà magnífics exemplars com l'aiguamans de gran format de la nostra col·lecció, decorat en clarobscur blau, amb un gran motiu central al cos del recipient, reproduït de manera rítmica al seu voltant i també a la tapadora i al peu. Les peces pertanyents a aquest estil eren comercialitzades pels traginers en mercats ambulants, i han estat immortalitzades en un llenç de Goya titulat “El Cacharrero”, on es veu un grup de venedors oferint als ocupants d'una carrossa plats i altres objectes de l'Alcora decorats amb aquest popular motiu. Se sòl denominar així (“Cacharrero”) la decoració que combina el ramejat estilitzat i els petits fruits abans descrits.

#### Porcellana
Una de les obsessions dels comtes d'Aranda (el novè, D.Buenaventura, fundador de la manufactura, i el desè, D. Pedro Pablo, propietari entre 1742 i 1798) fou aconseguir elaborar porcellana en la seua fàbrica. És per això que contractaren diversos mestres estrangers, com ara François Haly (1751), Johann Knipffer (1761), François Martin (1774) o Pierre Cloostermans (1787). 

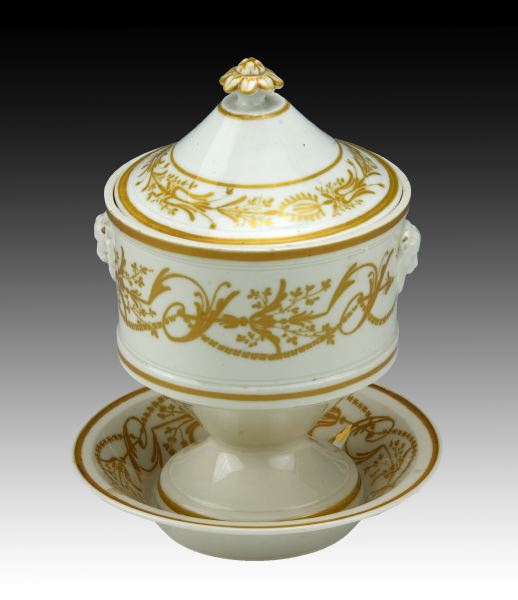
Sucrera de pocellana

Poc abans (1786) també foren enviats a París 2 operaris alcorins, Cristóbal Pastor i Vicente Álvaro, per tal d'instruir-se en la fabricació de la porcellana.Tots aquests esforços donaren resultat, i des de darreries del segle xviii l'Alcora fabricà porcellana de gran qualitat, que es decorà amb nous estils representatius del neoclassicisme imperant en aquest temps. D'entre ells cal destacar el reflex daurat (amb un color groc molt viu), l'estil Sèvres (que combina decoració pintada, òxids metàl·lics i petites escenes estampades), i les flors alemanyes, petit ramet policrom del qual destaca una gran rosa púrpura. Amb aquestes ornamentacions es decoraren plats i altres peces de petit format, com ara jocs de cafè o té, begudes que a finals de la centúria desplaçaren a la xocolata com a beguda de moda entre l'aristocràcia i la burgesia.

#### Escultura
La Reial Fàbrica elaborà al llarg de la seua història un ampli repertori de petites figures i grups escultòrics de temàtica molt variada: religiosos, mitològics, històrics, al·legòrics, costrumbristes... S'elaboraren també busts d'alguns propietaris de la manufactura (el X Comte d'Aranda i el Duc d'Híjar), animals i altres objectes de per a decoració de jardins i interiors, com ara centres de taula en forma de piràmide, gerros ornamentals, canelobres sostinguts per lacais negres, etc.
Tot i ser menys coneguda que la producció de vaixella o les plaques pintades, l'escultura sempre tingué una gran importància a la Reial Fàbrica, i per això la responsabilitat d'aquest departament estigué en mans d'artistes tan destacats com Josep Ochando (des de 1727), Julián López (des de 1745), Joaquín Ferrer Miñana (finals del segle xviii) i el seu fill José Ferrer Pardo (principis del segle xix).
D'entre tota aquesta producció escultòrica destaquen les sèries constituïdes per 4 peces, com els quatre elements, les quatre parts del món o les quatre estacions. També són molt representatius de l'Alcora els grups escultòrics del Toro Farnesio o Neptú. Un conjunt realment excepcional el constitueixen les figuretes d'actors i ballarins de la Commedia dell'Arte, policromades i de petites dimensions (20 cm d'alt), de les quals es conserven alguns exemplars en una col·lecció privada de l'Alcora, al Museu Nacional de Ceràmica de València i al Museu de Porcellana de Limoges.

#### Segles XIX i XX
El segle xix s'inicia a l'Alcora amb el pas de la Reial Fàbrica a mans dels ducs d'Híjar, familiars i hereus del darrer comte d'Aranda, D.Pedro Pablo. Després d'unes dècades de certa continuïtat en la producció i nombroses convulsions socials (Revolta dels Caragols en 1801, Guerra de la Independència en 1808-1814, Trienni Liberal en 1820-1823), la fàbrica entra en certa decadència fins que és arrendada (1851) i després comprada (1858) pels germans Maties i Ramón Girona, que generalitzaran l'estampació calcogràfica, una tècnica de decoració ceràmica de caràcter industrial, que permet l'abaratiment dels costos. L'estampació ocupà la segona meitat del segle xix a l'Alcora, compartint espai amb la producció de vaixelles blanques o discretament perfilades i amb sèries ornamentals heretades de l'esplendorós passat.
En 1895 la Fàbrica Gran (com era coneguda aleshores) passa a mans de Cristóbal Aicart, el seu darrer propietari. Peces com les canterelles en forma de petxina o les botelles globulars amb coll de tulipa són les aportacions d'aquesta etapa a la història d'una manufactura que es mantingué en actiu més de 2 segles.
Actualment, al Museu de Belles Arts de Castelló, destaca la col·lecció de ceràmica d'Alcora.

### Terrisseria a l'Alcora
Quan el comte d'Aranda instal·là la Reial Fàbrica de Pisa i Porcellana a l'Alcora, es fixà en diversos avantatges que li oferia aquesta població dels seus dominis senyorials, com ara la proximitat a la mar (per afavorir l'exportació dels productes), però sobretot l'existència d'un important sector terrisser, la qual cosa significava abundància de matèries primeres (argila, llenya, aigua) i també mà d'obra especialitzada capaç de fer-se càrrec d'alguns departaments de la seua manufactura (torns, forns, preparació de l'argila...).
Efectivament, el segle xviii és potser el període àlgid de la terrisseria a l'Alcora. És possible que al llarg d'aquesta centúria hi hagué sempre més de 20 cantereries, teuleries i rajolars treballant al mateix temps i convivint amb la Reial Fàbrica. Però l'origen d'aquest sector és molt anterior: a finals del segle xvi hi ha documentats 8 terrissers, essent la cita més antiga fins ara la que es refereix a Baltasar Llidó (1546).
D'entre aquestes nissagues de terrissers, 2 criden especialment l'atenció: els Redolat, amb 12 generacions de canterers i rajolers (des de 1578 fins a la dècada de 1950), i els Nomdedéu, últims terrissers de l'Alcora, que tancaren la seua cantereria en 2002 després de 7 generacions i més de 200 anys de professió.

#### Col·lecció de terrissa

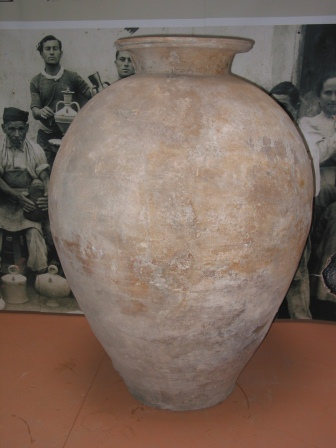
Gerra. Dipòst de la Parròquia de l'Alcora

La dilatada tradició terrissera de l'Alcora està representada al Museu amb una col·lecció completa de la producció del taller de la família Nomdedéu, més d'un centenar de peces il·lustratives dels diversos usos de la terrissa popular: càntirs i marraixes per l'aigua, gerres d'oli i per conservar aliments, gibrells per la matança del porc, menjadores i bevedores per als animals de corral, cossis per la bugada, etc. A més d'aquestes peces de producció recent (dècada de 1990), hi ha també extraordinàries peces antigues, com ara dues grans gerres d'oli del segle xviii, amb prop de 1.000 litres de capacitat, dues enormes gerres de vi també del segle xviii, recuperades de la volta de l'església de la Sang, una gerra d'oli signada per Pere Joan Nomdedéu i datada en 1925, i algunes teules del taller de Josep Montañés, de la segona meitat del segle xviii i recuperades també de l'església de la Sang.
La col·lecció es completa amb l'utillatge del taller dels germans Nomdedéu Medina, tancat en 2002, amb totes les eines emprades en el procés de treball a la cantereria (forques i pales per al forn, canyes, bastonets i agulles per treballar el fang, els cossis d'esmaltar, carrilets i falquetes per a carregar el forn, rodells per a tornejar les peces...). Destaca, per sobre de tot, un torn de peu procedent de la Reial Fàbrica, adquirit per Pere Joan Nomdedéu en 1944 i datat cap a mitjans del segle xix, atenent al desgast produït per la pressió del peu en ambdues cares de la roda inferior o falda.

### Ceràmica Contemporània. La col·lecció
La col·lecció de ceràmica contemporània s'ha format a partir de la convocatòria d'un concurs de ceràmica organitzat per l'Ajuntament de l'Alcora des de 1981. Aquest certamen, inicialment de caràcter nacional, es convoca des de 2000 com a Concurs Internacional de Ceràmica de l'Alcora (CICA). Des d'aleshores, ha crescut en prestigi i en participació, essent en l'actualitat un dels més importants del continent europeu. Superades ja les tres primeres dècades d'història, cada estiu l'exposició de les obres finalistes ofereix al visitant una ampla visió d'algunes de les tendències creatives més actuals en el camp de la ceràmica d'autor.
El Museu acull el fruit del Concurs, en forma de premis i donacions. Ceramistes de la talla dels espanyols Claudi Casanovas, Rafael Pérez, Alberto Hernández, Barbaformosa, Rafaela Pareja, Juan Ortí, i també Ken Eastman (Regne Unit), Pekka Paikkari (Finlàndia), Graciela Olio (Argentina), Roland Summer (Àustria), Luigi Gismondo (Itàlia) o Lu Bin (Xina) formen part de la nostra col·lecció, oferint un contrapunt i alhora un complement a la resta de les exposicions permanents del Museu.